# Раков Шкоцян (Церкниця)
Раков Шкоцян (словен. Rakov Škocjan) — поселення в общині Церкниця, Регіон Нотрансько-крашка, Словенія. Висота над рівнем моря: 532,6 м.